# Grzegorz Drejgier
Grzegorz Drejgier (20 de febrero de 1990) es un deportista polaco que compite en ciclismo en la modalidad de pista. Ganó una medalla de plata en el Campeonato Europeo de Ciclismo en Pista de 2015, en la prueba de velocidad por equipos.

## Medallero internacional
| Campeonato Europeo | Campeonato Europeo | Campeonato Europeo | Campeonato Europeo    |
| Año                | Lugar              | Medalla            | Competición           |
| ------------------ | ------------------ | ------------------ | --------------------- |
| 2015               | Grenchen ( Suiza)  | Medalla de plata   | Velocidad por equipos |